# Microlongichneumon impostor
Microlongichneumon impostor är en stekelart som beskrevs av Heinrich 1968. Microlongichneumon impostor ingår i släktet Microlongichneumon och familjen brokparasitsteklar. Inga underarter finns listade i Catalogue of Life.